# 盲眼多螯蝦
盲眼多螯蝦（學名:Polycheles typhlops），深水蝦蟹甲殼動物，這是在地中海，最有特色的甲殼類動物之一。